# Rue de Londres (Paris)
Pour les articles homonymes, voir Rue de Londres.
La rue de Londres est une voie des 8e et 9e arrondissements de Paris.

## Situation et accès

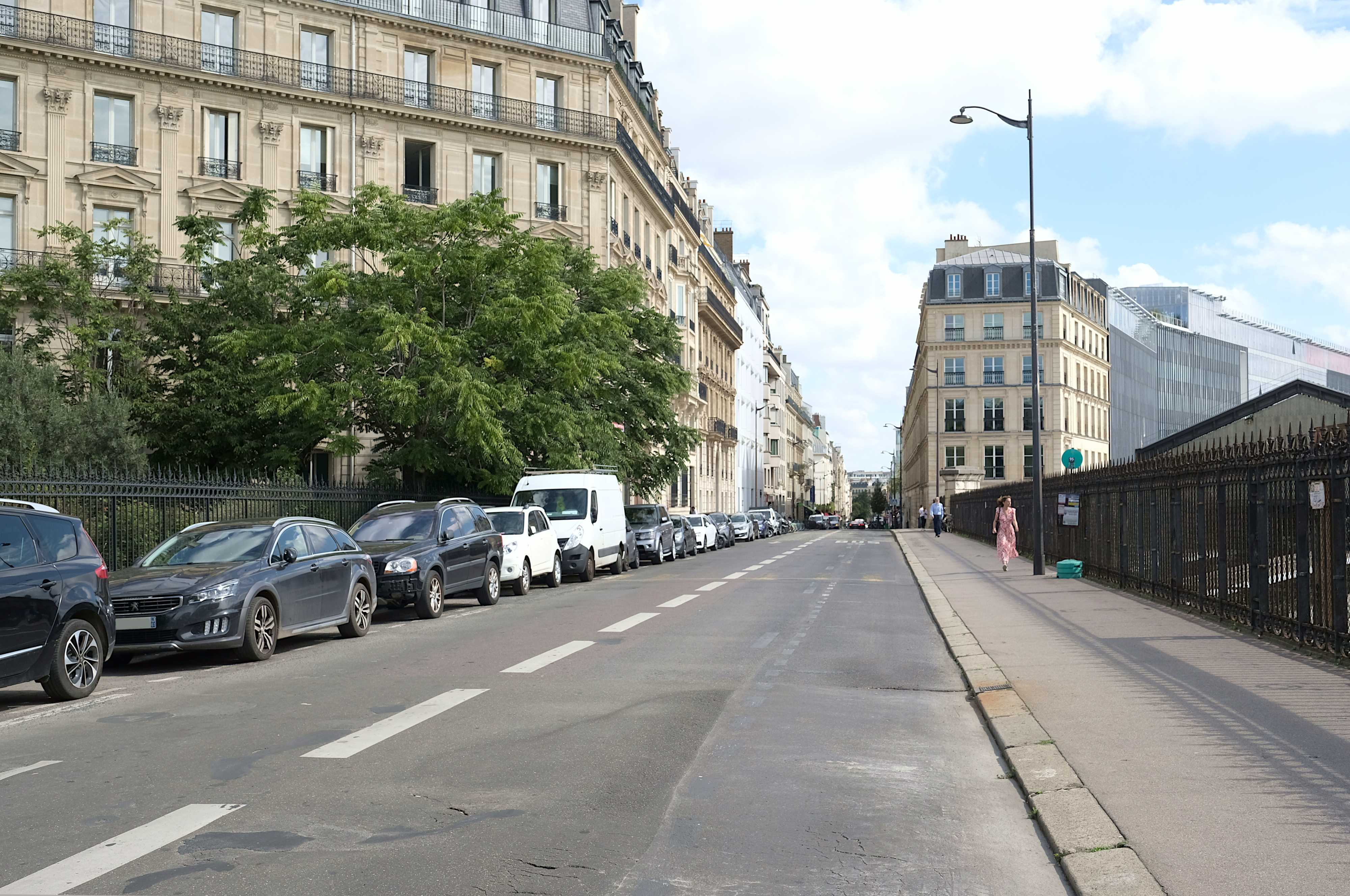
La rue de Londres au niveau de la place de l'Europe.

Elle commence au 1, rue de Clichy et se termine place de l'Europe. La partie comprise entre la rue d'Amsterdam et la place de l'Europe appartient au 8e arrondissement tandis que la partie comprise entre la rue de Clichy et la rue d'Amsterdam fait partie du 9e arrondissement.
Le quartier est desservi à l’ouest par la ligne 3 à la station Europe, au nord par la ligne 13 à la station Liège et à l’est par la ligne 12 à la station Trinité - d'Estienne d'Orves. La gare Saint-Lazare se trouve également à proximité.

## Origine du nom
Cette rue porte le nom de la capitale du Royaume-Uni, Londres. Il a été attribué dans le cadre de l'opération d'urbanisme du quartier de l'Europe.

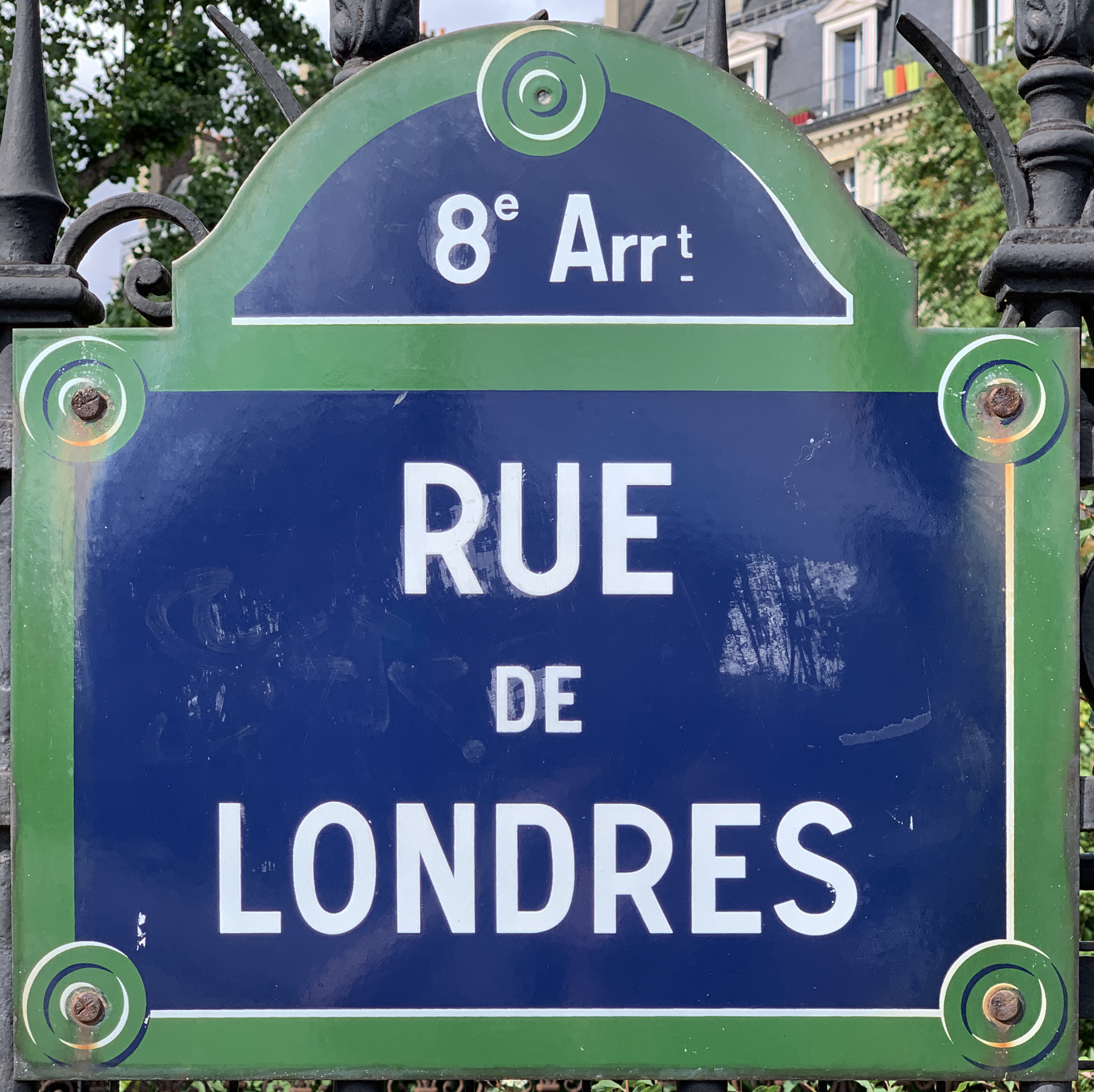
Plaque de rue de la rue de Londres.
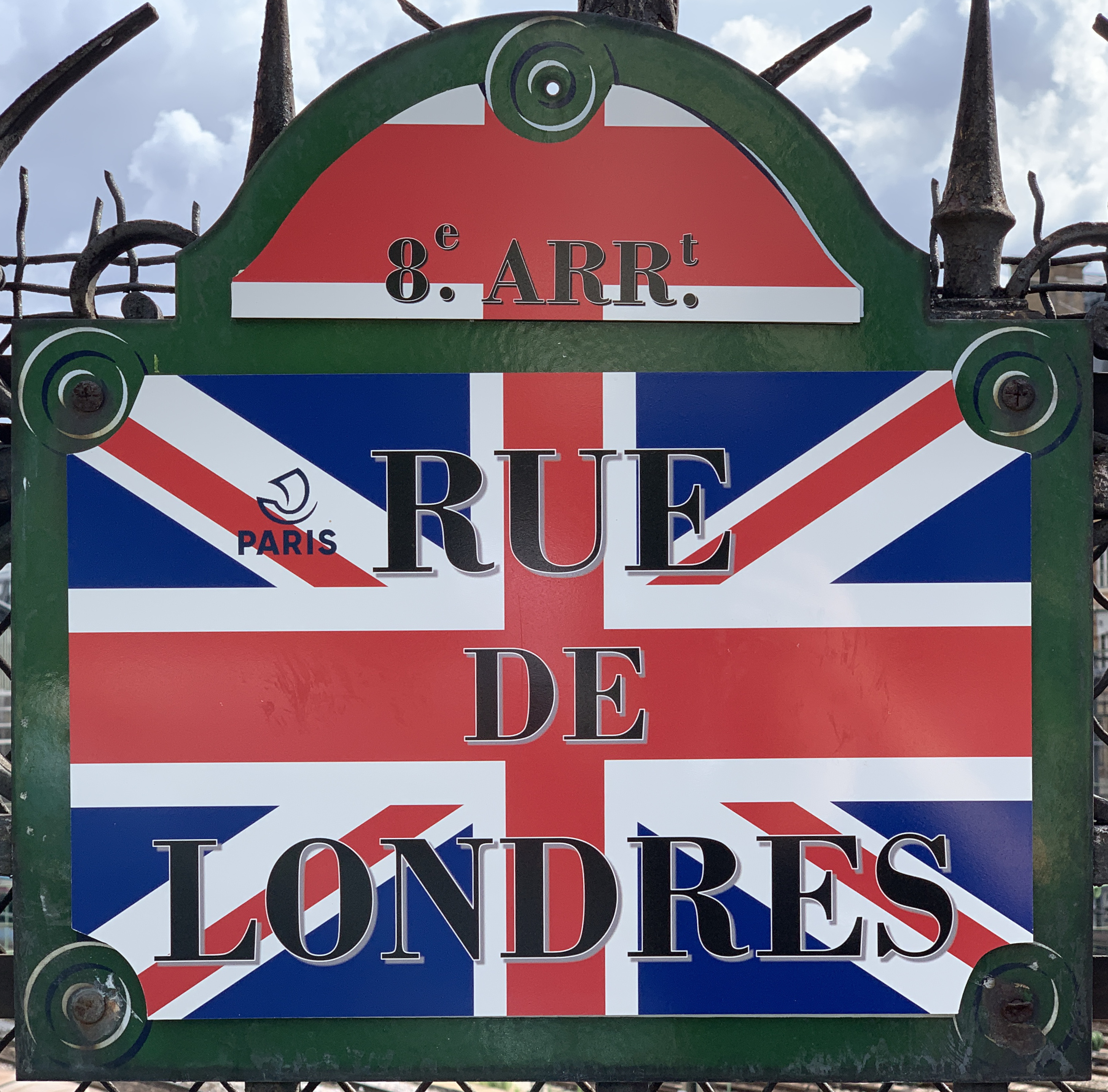
Plaque de rue plus originale.
Armoiries de la Cité de Londres.

## Historique
Le percement de la rue de Londres fut autorisé par ordonnance royale du 2 février 1826, et la nouvelle voie fut aussitôt ouverte sur les terrains appartenant à Jonas-Philip Hagerman et Sylvain Mignon. 

Lotissement du quartier de l'Europe
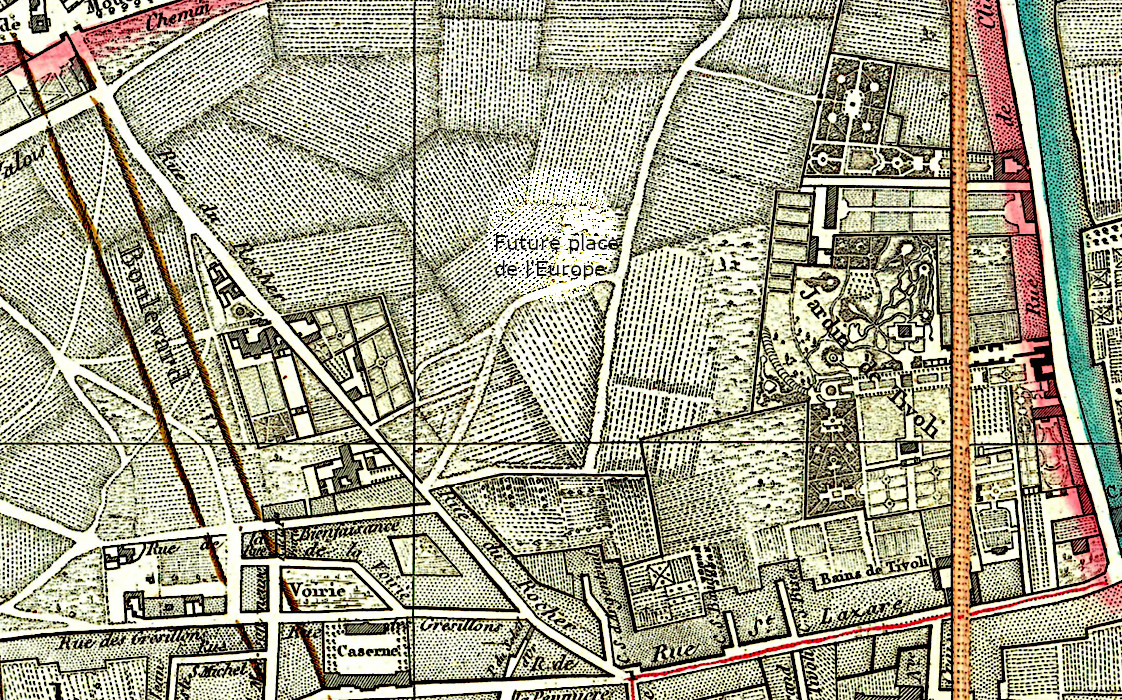
En 1814 (plan de Piquet).
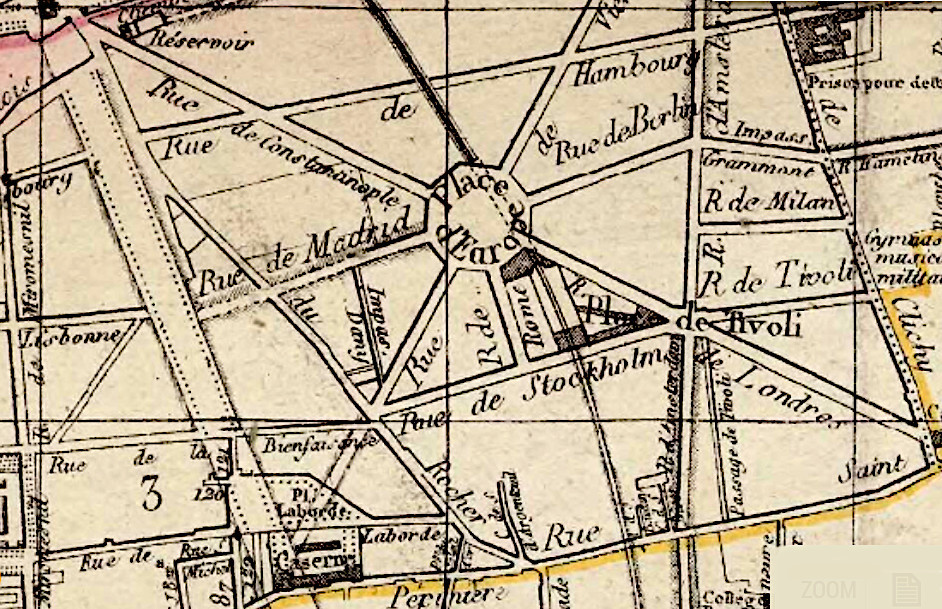
En 1838 (plan de Tardieu).

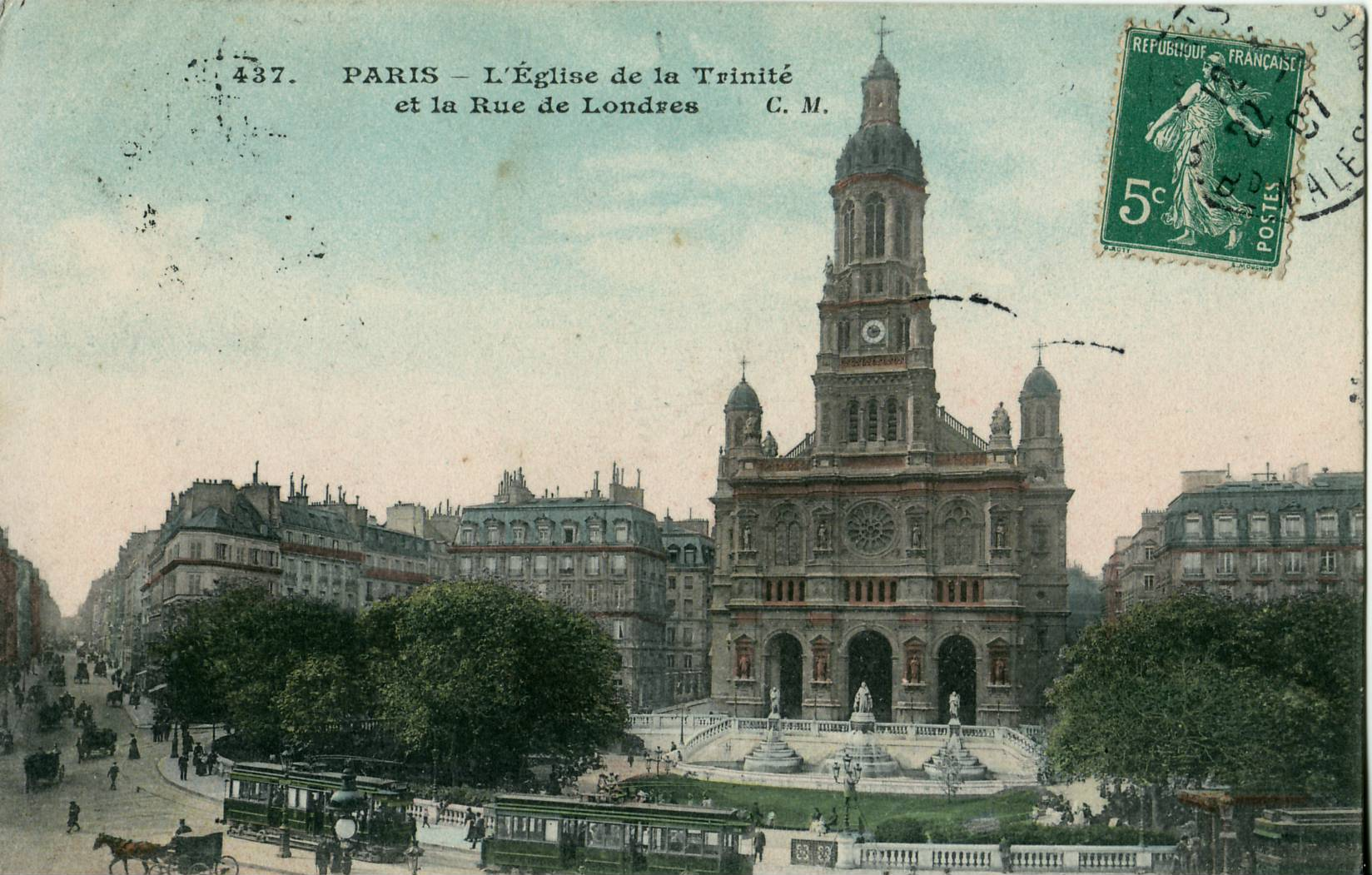
La place d'Estienne-d'Orves avec la rue de Londres sur la gauche au tout début du XX.

Sa largeur minimale fut fixée à 15 mètres.

## Bâtiments remarquables et lieux de mémoire

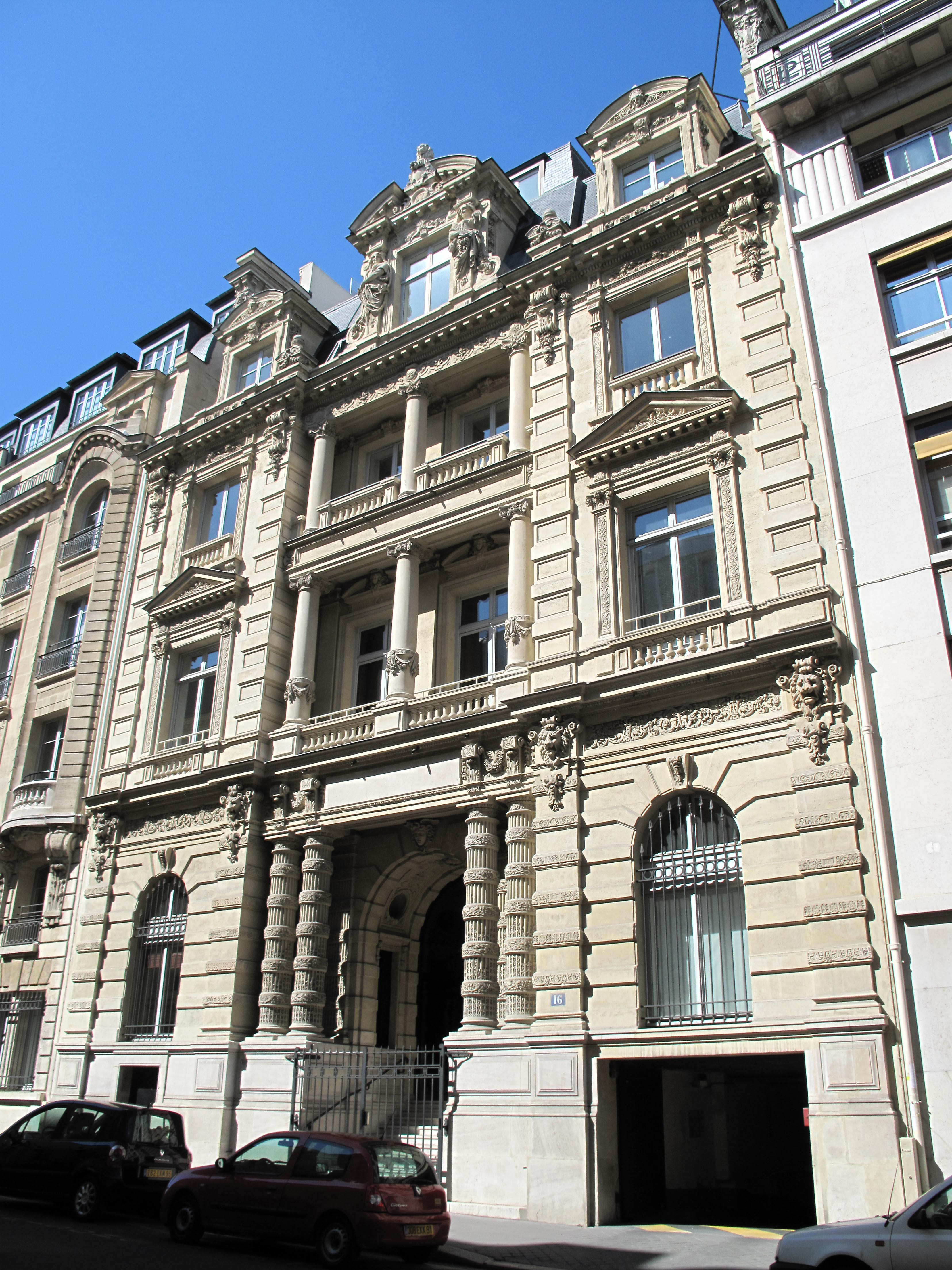
No 16.

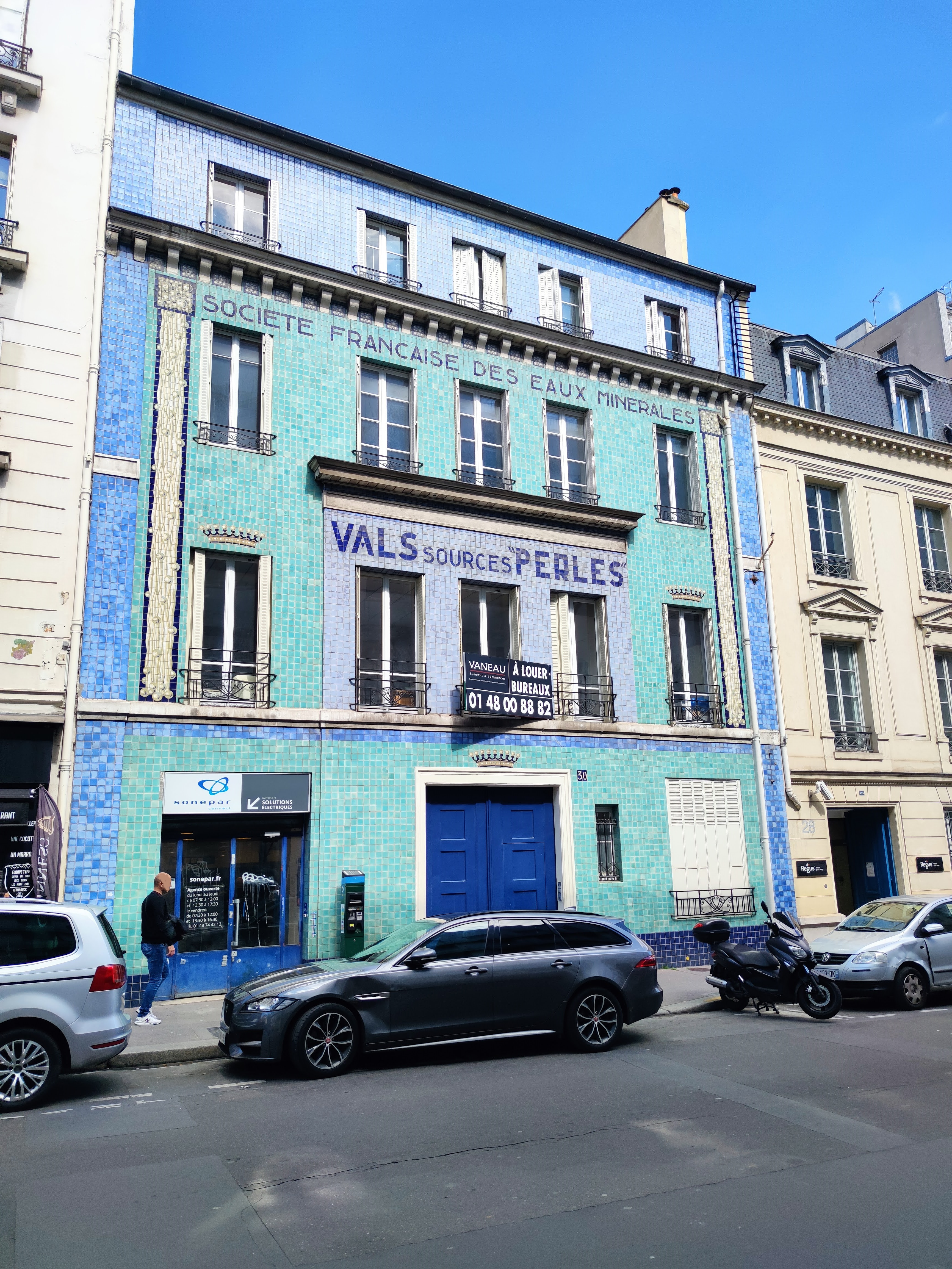
No 30.

- No 2 : ancienne maison close où Amélie Élie, qui a inspiré le film Casque d'Or, a fini sa carrière[2].
- No 6 : Alphonse Liébert (1826-1913), photographe, y a eu son atelier[3].
- No 8 : ancien hôtel de Vatry, siège de la Compagnie du Chemin de fer de Paris à Orléans de 1861 jusqu’en 1938 lors de sa disparition au profit de la SNCF. Siège de Google France depuis 2011.
- No 9 bis : avant l'Hôtel des impôts, se trouvaient les locaux du studio photographique Waléry, fondé par Stanisław Julian Ostroróg et fermé à la fin des années 1930.
- No 13 bis : le peintre Charles-Henri Émile Blanchard (1810-1890) a vécu à cette adresse au XIXe siècle[4].
- No 14 : dans les années 1900, siège du consulat général de la République dominicaine[5] et de celui de Perse[6].
- No 16 : Crédit de France. Construit en 1881 par l’architecte J.-J. Revel avec une façade Renaissance[7]. Le vestibule est encore orné de colonnes et médaillons de mosaïque représentant les continents ou frappés du monogramme de la banque.
- No 30 : bâtiment construit à la fin du XIXe siècle à l’enseigne de la Société française des eaux minérales, dont la façade est habillée de céramique émaillée bleue et verte[8].
- N°42 : Claude Debussy y vécut entre 1884 et 1892
- No 52 : cours Hattemer.
- No 56 : immeuble construit par l’architecte L. Lefranc. Habité en 1906 par le comte G. de Créqui-Montfort[9].